# Grigori Michailowitsch Kosinzew

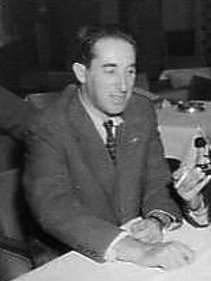
Grigori Kosinzew (1958)

Grigori Michailowitsch Kosinzew (russisch Григорий Михайлович Козинцев; * 9. Märzjul. / 22. März 1905greg. in Kiew; † 11. Mai 1973 in Leningrad) war ein sowjetischer Regisseur und Drehbuchautor.

## Leben
Kosinzew wurde als Sohn eines Arztes geboren. Schon als Jugendlicher hatte er mit Sergei Jutkewitsch ein experimentelles Theater gegründet und dafür Stücke geschrieben. Kosinzew studierte von 1919 bis 1920 an der Kunsthochschule Kiew Malerei. Zu seinen Lehrern gehörte Alexandra Exter. Im Jahr 1920 zog er nach Sankt Petersburg, wo er bis 1922 auf der Russischen Kunstakademie Malerei studierte und Leonid Trauberg kennenlernte. Mit ihm, Sergei Gerassimow und Sergei Jutkewitsch gründete er 1922 die „Fabrik des exzentrischen Schauspielers“ (FEKS), die ihre Inspiration aus der Volkskunst, dem Kabarett und dem Zirkus gewann.
Mit Trauberg drehte Kosinzew 1924 seinen ersten Film Die Abenteuer eines Oktoberkindes und arbeitete mit ihm bis 1946 zusammen. Erst als der Film Einfache Leute 1946 vom Zentralkomitee gerügt und in der Folge zurückgezogen wurde, beendeten sie ihre Zusammenarbeit. Kosinzew arbeitete zunächst am Theater und kehrte später zum Film zurück. Mit seinen Verfilmungen von Don Quichotte (1957), Hamlet (1964) und König Lear (1971) fand er internationale Beachtung.
Kosinzew verstarb 1973 und wurde auf dem Tichwiner Friedhof im Alexander-Newski-Kloster beigesetzt.

## Filmografie

### In Zusammenarbeit mit Leonid Trauberg
- 1924: Das Abenteuer eines Oktoberkindes (Похождения Октябрины)*[2]
- 1925: Мишки против Юденича*
- 1926: Das Teufelsrad (Чёртово колесо)
- 1926: Der Mantel (Шинель)
- 1927: S. W. D. – Der Bund der großen Tat (С.В.Д.)
- 1927: Братишка*
- 1929: Das neue Babylon (Новый Вавилон)
- 1931: Odna – Allein (Одна)
- 1935: Maxims Jugend (Юность Максима)
- 1937: Maxims Rückkehr (Возвращение Максима)
- 1939: Auf der Wyborgseite (Выборгская сторона)
- 1943: Юный Фриц
- 1945: Einfache Leute (Простые люди)

### In Alleinregie
- 1947: Der Chirurg Pirogow (Пирогов)
- 1953: Belinski (Белинский)
- 1957: Don Quichotte (Дон Кихот)
- 1964: Hamlet (Гамлет)
- 1970: König Lear (Король Лир)

## Auszeichnungen
Don Quichotte lief 1957 im Wettbewerb der Internationalen Filmfestspiele von Cannes. Bei den Internationalen Filmfestspielen von Cannes 1960 war er Mitglied der Festivalsjury.
Bei den Internationalen Filmfestspielen von Venedig wurde Kosinzew 1964 für Hamlet mit dem Spezialpreis der Jury ausgezeichnet. Im selben Jahr wurde er für Hamlet mit der Sutherland Trophy des British Film Institute ausgezeichnet.
Im Jahr 1964 wurde Kosinzew der Titel Volkskünstler der UdSSR verliehen.